# Liste der Baudenkmäler in Walkertshofen
Auf dieser Seite sind die Baudenkmäler in der schwäbischen Gemeinde Walkertshofen zusammengestellt. Diese Tabelle ist eine Teilliste der Liste der Baudenkmäler in Bayern. Grundlage ist die Bayerische Denkmalliste, die auf Basis des Bayerischen Denkmalschutzgesetzes vom 1. Oktober 1973 erstmals erstellt wurde und seither durch das Bayerische Landesamt für Denkmalpflege geführt wird. Die folgenden Angaben ersetzen nicht die rechtsverbindliche Auskunft der Denkmalschutzbehörde.

## Baudenkmäler nach Ortsteilen

### Walkertshofen
| Lage                                                                    | Objekt                            | Beschreibung | Akten-Nr.    | Bild           |
| ----------------------------------------------------------------------- | --------------------------------- | --- | ------------ | -------------- |
| Von Walkertshofen nach Grimoldsried, südlich der Annakapelle (Standort) | Bildstock                         | quadratischer Block mit Sockel, Stichbogennische und Satteldach, 19. Jahrhundert. | D-7-72-214-4 | Bildstock      |
| Hauptstraße 30 (Standort)                                               | Pfarrhaus                         | zweigeschossiger Satteldachbau mit Stichbogenfenstern, 1852. | D-7-72-214-1 | Pfarrhaus      |
| Grimoldsrieder Straße 22 (Standort)                                     | Katholische Kapelle St. Anna      | Rechteckbau mit dreiseitigem Schluss, Ecklisenen und Gesimsband, 2. Hälfte 19. Jahrhundert; an der Straße nach Grimoldsried. | D-7-72-214-3 | weitere Bilder |
| Kirchgasse 8 (Standort)                                                 | Katholische Pfarrkirche St. Alban | Saalbau mit eingezogenem Chor und nördlichem Satteldachturm aus unverputztem Backstein, Turm spätgotisch, Erneuerung des Langhauses durch Hans Meitinger 1692, Umgestaltung durch Michael Stiller 1716 und Chor 1723, Umgestaltung 1725/29, 1792 Veränderungen am Turm; mit Ausstattung | D-7-72-214-2 | weitere Bilder |

### Gumpenweiler
| Lage                                           | Objekt                                | Beschreibung                                                                                  | Akten-Nr.    | Bild           |
| ---------------------------------------------- | ------------------------------------- | --------------------------------------------------------------------------------------------- | ------------ | -------------- |
| Bachfeldweg 3, nördlich der Kapelle (Standort) | Bildstock                             | Rechteckbau mit Satteldach und Figurennische mit Holzfigur des hl. Leonhard, 18. Jahrhundert. | D-7-72-214-7 | Bildstock      |
| Nähe Kohlbachstraße (Standort)                 | Katholische Kapelle Unsere Liebe Frau | Rechteckbau mit dreiseitigem Schluss und Dachreiter mit Pyramidendach, 1837; mit Ausstattung  | D-7-72-214-6 | weitere Bilder |

### Oberrothan
| Lage                        | Objekt                             | Beschreibung | Akten-Nr.    | Bild                               |
| --------------------------- | ---------------------------------- | --- | ------------ | ---------------------------------- |
| Nähe Kapellenweg (Standort) | Katholische Kapelle St. Laurentius | Rechteckbau mit halbrundem Schluss und Dachreiter mit Zwiebelhaube, 1717, 1831 verlängert, 1879 erneuert; mit Ausstattung | D-7-72-214-8 | Katholische Kapelle St. Laurentius |

## Ehemalige Baudenkmäler
In diesem Abschnitt sind Objekte aufgeführt, die früher einmal in der Denkmalliste eingetragen waren, jetzt aber nicht mehr. Objekte, die in anderem Zusammenhang also z. B. als Teil eines Baudenkmals weiter eingetragen sind, sollen hier nicht aufgeführt werden. Aktennummern in diesem Abschnitt sind ehemalige, jetzt nicht mehr gültige Aktennummern.

| Lage                                                | Objekt    | Beschreibung                                                | Akten-Nr.    | Bild      |
| --------------------------------------------------- | --------- | ----------------------------------------------------------- | ------------ | --------- |
| Walkertshofen an der Straße nach Münster (Standort) | Bildstock | mit Nische und Satteldach, 19. Jahrhundert; mit Ausstattung | D-7-72-214-5 | Bildstock |